# Farz buan
 (juin 2017).
Le Farz buan ou Farz buen est une recette de Bretagne dont il existe plusieurs variantes. Il signifie le far rapide en breton. La recette la plus connue est celle avec de la farine de froment et du sucre, bien qu'autrefois le sucre n'était pas employé dans cette recette. On peut également incorporer de la farine de sarrasin, et servir avec de la poitrine poêlée.